# Cuộc tiếp xúc cự ly gần Cussac
Cuộc tiếp xúc cự ly gần Cussac là sự kiện liên quan đến cuộc gặp mặt tình cờ ở cự ly gần với người ngoài hành tinh của hai anh em sống ở Cussac, Cantal, Pháp. Lời khai của họ liền được đội hiến binh thu thập ngay lập tức. Vụ này đã làm nảy sinh nhiều cuộc điều tra khác nhau do các hiệp hội UFO học tiến hành trước khi được Hội Zetetic nghiên cứu lại và được coi là nhầm lẫn với một chiếc trực thăng.

## Diễn biến
Vụ việc diễn ra vào sáng ngày 29 tháng 8 năm 1967, tại làng Cussac, khi đó có 282 nhân khẩu trong 70 ngôi nhà. Thị trấn nằm trên một cao nguyên, ở độ cao 1045 m. Sáng hôm đó, thời tiết tốt (trời quang mây tạnh) nhưng hơi mát (12-16 °C), có gió Tây thổi nhẹ. Ở hai thung lũng, cách Cussac 10 km, có sương mù vào buổi sáng. Chú bé François (13 tuổi rưỡi) và cô em gái Anne-Marie (9 tuổi), cùng chú chó Médor của họ, rời đi lúc 8 giờ sáng để lùa mười con bò cách làng Cussac, vùng Les Tuiles khoảng 800 m về phía tây, đã đến trình báo với cảnh sát địa phương rằng họ đang xem những con bò trên một cánh đồng và bất chợt nhìn thấy "bốn sinh vật nhỏ màu đen cao khoảng 47 inch" xuất hiện từ trên không trung và đi vào "một chiếc phi thuyền hình tròn, đường kính khoảng 15 feet" đang bay lơ lửng trên cánh đồng. Cảnh sát ghi nhận "mùi lưu huỳnh và cỏ khô" tại nơi quả cầu được cho là đã cất cánh. Câu chuyện này là một trong những báo cáo về trường hợp nhìn thấy UFO do chính phủ Pháp điều tra được công bố rộng rãi trong một đợt phát hành tài liệu quy mô lớn vào tháng 3 năm 2007, đã nhận được rất nhiều lượt truy cập vào ngày đầu tiên khiến trang web gặp sự cố.